# María Dolores Muñoz
María Dolores Muñoz Rebolledo (27 de enero de 1953, Concepción) es una arquitecta chilena y una de las precursoras en estudios académicos sobre patrimonio arquitectónico chileno.Se especializa en las áreas de proceso urbanos, análisis de paisajes y patrimonio.

## Biografía
Dolores se tituló de arquitecta por la Universidad del Bío-Bío en 1983 y se doctoró en arquitectura y patrimonio por la Escuela Técnica Superior de Arquitectura de Madrid.
Siendo estudiante universitaria, fue distinada en la primera Bienal de Arquitectura de Chile en 1979, en la V Bienal de 1985 y doble distinción en la bienal de 1987 con los libros Premios Nacionales de Arquitectura 1969-1985 y Estructura Urbana y Gráfica Estelar.
Dolores se convirtió en la primera mujer exalumna en ser nombrada docente en la Universidad del Bío-Bío, heredera de la cátedra de Historia y Teoría de su maestro Rodulfo Oyarzún Philippi, Premio Nacional de Arquitectura 1974, y la única mujer en el equipo fundacional de la carrera de Arquitectura de la Facultad de Arquitectura, Urbanismo y Geografía de la Universidad de Concepción.
Fue presidenta del Comité de Patrimonio de la Delegación Zonal de Concepción y también se ha desempeñado en el ámbito académico como profesora de la cátedra de Historia y Teoría de la Arquitectura en la Universidad del Bio-Bío, dirigiendo más de 140 tesis sobre historia y patrimonio.
En su labor profesional destaca por la participación en estudios y proyectos patrimoniales para importantes instituciones nacionales y extranjeras, destacando entre los últimos trabajos la Guía Patrimonial de Punta Arenas.
Desde 2011 integra el Comité Científico Internacional del Forum Le Vie dei Mercanti, organizado por la Cátedra UNESCO Cultural Heritage, Landscape and Territorial Governance.
En 2022 recibió el Premio Manuel Moreno Guerrero, otorgado por el Colegio de Arquitectos de Chile "al arquitecto o arquitecta que se haya destacado en su labor profesional en el ámbito de la valoración del patrimonio arquitectónico nacional.Ese mismo año fue postulada al Premio Nacional de Arquitectura.
En Chile ha desarrollado consultorías en La Serena, Valparaíso, Lota, Concepción, Aysén, Laguna San Rafael, Caleta Tortel, Punta Arenas y Tierra del Fuego.